# Zandra Reppe
Zandra Marianne Reppe, född 23 december 1973 i Stockholm, är en svensk paraidrottare som tävlar inom bågskytte och rullstolscurling. Hon tävlar för Jämtlands Bågskytteklubb i bågskytte och för Östersunds CK i rullstolscurling.
Reppe har cereberal pares, spastisk diplegi, och tävlar i klassen "compound open" i bågskytte.
Reppe har totalt tävlat i sex paralympiska spel: sommarspelen 2008 i Peking, sommarspelen 2012 i London, vinterspelen 2014 i Sotji, sommarspelen 2016 i Rio de Janeiro, vinterspelen 2018 i Pyeongchang och sommarspelen 2020 i Tokyo.

## Karriär inom bågskytte

### 2006–2008
Reppe började med bågskytte 2005 och blev svensk mästare i parabågskytte vid inomhus-SM 2006 i Göteborg samt svensk mästare både inomhus och utomhus under 2007. Vid para-VM 2007 slutade hon på 4:e plats efter förlust i bronsmatchen mot turkiska Gülbin Su.
Reppe tävlade vid paralympiska sommarspelen 2008, där hon slutade tvåa i rankingrundan och gick vidare till utslagsrundan. Hon åkte ut i kvartsfinalen efter resultatet 106–107 mot japanska Chieko Kamiya. Samma år deltog Reppe även vid "4th Invitation Disabled Archery Event" i Stoke Mandeville, där hon slutade på 6:e plats. Under året vann Reppe även utomhus-SM och tävlade vid EM i bågskytte 2008, där det blev en 41:a plats individuellt samt en 9:e plats för Sveriges lag.

### 2009–2011
2009 slutade Reppe på andra plats vid "European Archery Disabled Invitational Tournament" i Stoke Mandeville. Hon tävlade också vid para-VM i Nymburk i Tjeckien, där det blev en 9:e plats. Reppe tävlade även vid VM i bågskytte 2009, där hon individuellt slutade på 30:e plats och var en del av Sveriges lag som slutade på 8:e plats. Övriga i Sveriges lag var Malin Johansson och Isabell Danielsson.
Följande år vann Reppe turneringen "World Ranking Tournament" i Nove Mesto i Tjeckien samt slutade på 2:a plats vid "World Invitational Disabled Archery Competition" i Stoke Mandeville. Vid para-EM 2010 i Vichy slutade hon på 3:e plats efter att ha besegrat Gülbin Su med 7–3 i bronsmatchen. Under året vann Reppe även utohmus-SM i Borlänge.
2011 vann hon guld vid inhomus-SM i Eskilstuna. Reppe vann "Para-Archery World Ranking Event" i Brasília och deltog vid para-VM 2011 i Torino, där hon slutade på 3:e plats individuellt efter att ha slagit kinesiska Min Yi Chen i bronsmatchen. Reppe tog också brons i mixklassen med Robert Larsson och var en del av Sveriges lag som slutade på 4:e plats i lagtävlingen. Under året tog hon även en 3:e plats vid "Nymburk Para-archery WRE" i Nymburk i Tjeckien.

### 2012–2015
Reppe tävlade vid paralympiska sommarspelen 2012, där hon slutade på 7:e plats av 12 skyttar i rankingrundan. Reppe gick vidare till åttondelsfinalen, där det blev förlust med 4–6 mot ryska Olga Polegaeva. Vid para-VM 2013 i Bangkok i Thailand slutade Reppe på 9:e plats. Hon tävlade också med Robert Larsson i mixklassen, där det blev en 5:e plats för duon.
Vid para-EM i bågskytte 2014 i Nottwil i Schweiz tog Reppe guld efter att ha besegrat regerande mästaren Mel Clarke med 134–133 i finalen.
2015 tog hon tillsammans med Isto Kallio det första SM-guldet i mixklassen i parabågskytte. Reppe tävlade också vid para-VM i Donaueschingen i Tyskland, där hon slutade på 9:e plats individuellt samt fick samma placering i mixklassen tillsammans med Pierre Claesson. Under året tävlade Reppe även vid inomhus-EM i bågskytte, där hon blev utslagen i den första omgången i utslagsrundan mot kroatiska Ivana Boden.

### 2016–
Reppe tog guld vid utomhus-SM 2016 i Norrköping. Vid para-EM i bågskytte 2016 tog hon tillsammans med Pierre Claesson guld i mixklassen och slutade individuellt på 6:e plats. Under året deltog även Reppe vid paralympiska sommarspelen 2016 i Rio de Janeiro, där hon slutade på 5:e plats i rankingrundan. Väl i utslagsrundan blev Reppe utslagen i åttondelsfinalen mot sydkoreanska Kim Mi-soon.
Under 2017 tävlade Reppe vid Europacupen i parabågskytte. Vid en deltävling i Italien vann hon mixklassen tillsammans med Pierre Claesson och slutade individuellt på 2:a plats. Under 2018 tävlade Reppe också vid Europacupen i parabågskytte, där årets bästa resultat blev en 2:a plats i mixklassen vid en deltävling i Tjeckien. Under året tävlade hon även vid para-EM i bågskytte, där det blev förlust i kvartsfinalen mot brittiska Jessica Stretton.
I juli 2021 blev Reppe uttagen i Sveriges trupp till paralympiska sommarspelen 2020 i Tokyo, vilket var hennes totalt sjätte paralympics (fyra i bågskytte och två i curling). Hon inledde med att sluta sist i rankingrundan och blev därefter utslagen i sextondelsfinalen mot kinesiska Li Xinru.

### Karriär inom rullstolscurling
Reppe tävlade vid SM i rullstolscurling 2013, där hon i parklassen slutade på 6:e plats tillsammans med Janita Runudde och Sonia Elvstål. Reppe var en del av Sveriges lag vid paralympiska vinterspelen 2014, där Sverige slutade på 7:e plats i huvudomgången och inte gick vidare till utslagsrundan .
Vid SM i rullstolscurling 2015 tävlade Reppe för Örebro CS och slutade på 4:e plats. Hon var även en del av Sveriges lag i rullstolscurling vid paralympiska vinterspelen 2018. Reppe ingick i rullstolslandslaget säsongen 2020-2021.